# Adairas
Adairas ou Adayras era, em 1747, um lugar da freguesia de São João Baptista da vila de São João do Monte, Bispado e Comarca de Viseu, Província da Beira. Tinha dezassete vizinhos, e era terra fresca, saudável, e de bons ares, que lhos comunicava puros a grande Serra do Caramulo. Produzia em maior abundância centeio e milho, comum sustento dos moradores, e era povoada de muito e antigo arvoredo de toda a casta, principalmente carvalhos, e castanheiros mansos e bravos, de que se aproveitavam para lenhas e madeiras.